# Radka Bobková
Radka Bobková (* 12. Februar 1973 in Prag, Tschechoslowakei) ist eine ehemalige tschechische Tennisspielerin.

## Karriere
Ihre größten Erfolge auf der WTA Tour waren jeweils zwei Titelgewinne im Einzel sowie im Doppel.
Im Juli 1994 spielte sie in Frankfurt am Main gegen die USA erstmals für die tschechische Federation-Cup-Mannschaft. In ihrer Fed-Cup-Bilanz hat sie fünf Siege und zwei Niederlagen zu Buche stehen.

## Turniersiege

### Einzel
| Nr. | Datum         | Turnier | Kategorie   | Belag | Finalgegnerin   | Ergebnis      |
| --- | ------------- | ------- | ----------- | ----- | --------------- | ------------- |
| 1.  | 9. Mai 1993   | Lüttich | WTA Tier IV | Sand  | Karin Kschwendt | 6:3, 4:6, 6:2 |
| 2.  | 11. Juli 1993 | Palermo | WTA Tier IV | Sand  | Mary Pierce     | 6:3, 6:2      |

### Doppel
| Nr. | Datum         | Turnier | Kategorie   | Belag | Partnerin          | Finalgegnerinnen                          | Ergebnis      |
| --- | ------------- | ------- | ----------- | ----- | ------------------ | ----------------------------------------- | ------------- |
| 1.  | 9. Mai 1993   | Lüttich | WTA Tier IV | Sand  | María José Gaidano | Ann Devries Dominique Monami              | 6:4, 2:6, 7:6 |
| 2.  | 16. Juli 1995 | Palermo | WTA Tier IV | Sand  | Petra Langrová     | Petra Schwarz-Ritter Katarína Studeníková | 6:4, 6:1      |